# Claude Joseph

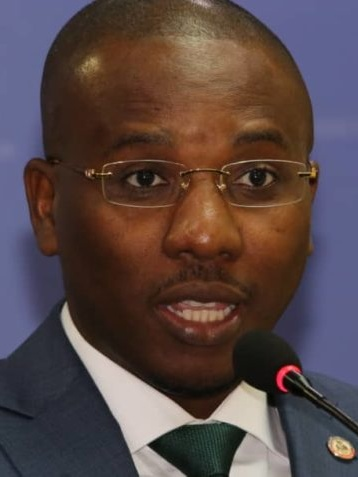
Claude Joseph

Claude Joseph (* Geboren im 20. Jahrhundert) ist ein haitianischer Politiker und erklärte sich nach der Ermordung von Jovenel Moïse am 7. Juli 2021 übergangsweise zum Präsidenten des Inselstaates Haiti. Kurz vor dem Attentat hatte Moïse Ariel Henry zum Interimsministerpräsidenten ernannt, zu dessen Vereidigung war es allerdings nicht mehr gekommen. Am 20. Juli 2021 trat Claude Joseph von der Staatsführung zugunsten von Henry zurück, blieb aber Außenminister.
Joseph war ab dem Jahr 2020 Außenminister und Minister für religiöse Angelegenheiten. Er war vom 14. April bis 20. Juli 2021 Premierminister Haitis.

## Leben
Claude Joseph promovierte in Public Policy an der New School in New York, USA. Danach hielt er unter anderem Vorlesungen an der University of Connecticut und der Long Island University.

## Politische Karriere
Claude Joseph war haitianischer Botschafter in Argentinien und Geschäftsträger Spaniens. Von August bis September 2019 war er Direktor des Ministeriums für auswärtige und religiöse Angelegenheiten. Im September 2019 wurde er erneut Geschäftsträger in Spanien. Am 5. März 2020 wurde er als haitianischer Minister für auswärtige und religiöse Angelegenheiten in die Regierung berufen und ersetzte Bocchit Edmond. Er gehört keiner Partei an.